# 부요 (춤)

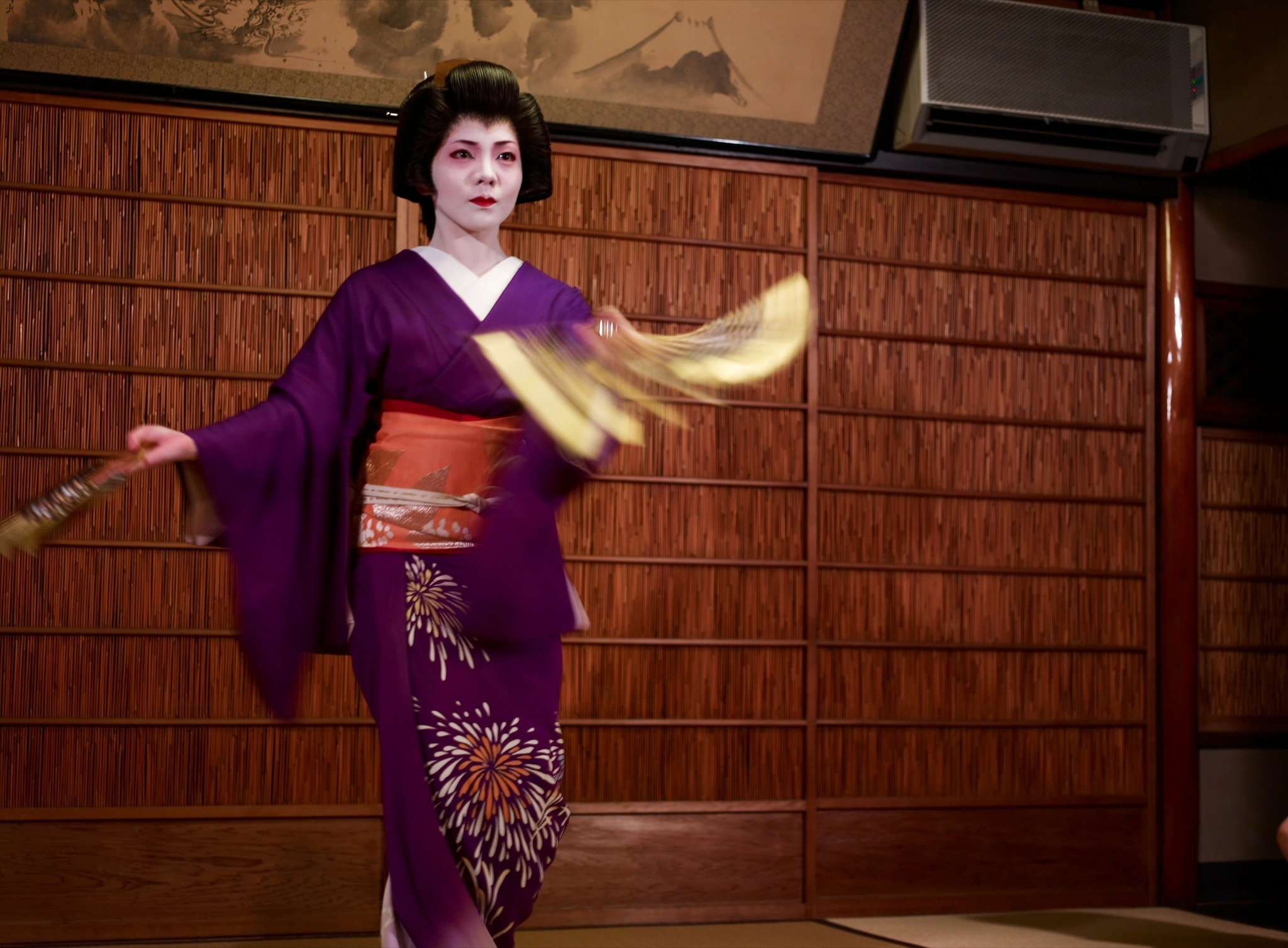
부요를 추는 게이샤의 모습

부요(일본어: 舞踊, 무용) 혹은 니치부(일본어: 日舞, 일무)는 니혼 부요/니폰 부요(일본어: 日本舞踊, 일본무용)의 준말이다. 일본의 공연예술로 춤과 판토마임이 결합된 형태이다. "마이", "오도리" 같은 초기 무용에서 시작해서, 17세기 에도 시대 초 이전의 무용들을 통합한 가부키 무용의 형태로 본격적인 발전을 했다. 전문적인 무용수 뿐만 아니라 게이샤도 추곤 했다.